# 拉斐尔 (奥尔良-布拉干萨)
拉斐尔（1986年4月26日—), 格朗帕拉親王、巴西親王、奧爾良和布拉幹薩親王是巴西王位和王位繼承人中的第三位。